# Modraszek wieszczek
Modraszek wieszczek (Celastrina argiolus) – gatunek motyla dziennego z rodziny modraszkowatych (Lycaenidae).

## Cechy

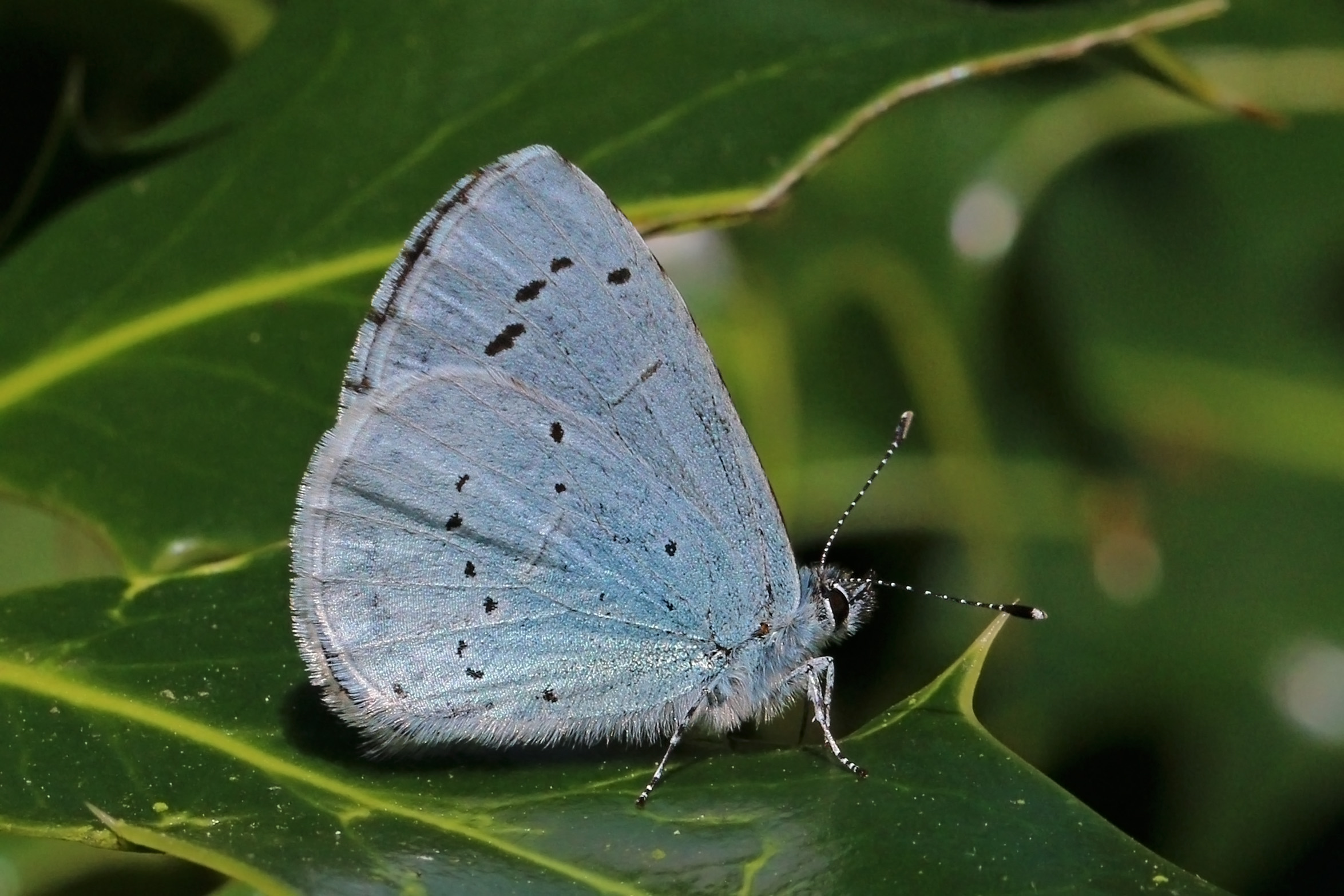
Spód skrzydeł

Skrzydła o rozpiętości 25–30 mm. Wyraźnie zaznaczony dymorfizm płciowy. Wierzch skrzydeł obu płci niebieski; u samic jednak występuje szeroka, czarna obwódka przy zewnętrznym brzegu przedniego skrzydła. U obu płci spód skrzydeł bladoniebieski.

## Biologia i ekologia
Zimuje w stadium poczwarki, dlatego postaci dorosłe pierwszego pokolenia spotkać można już od początku kwietnia do początku czerwca. Drugie pokolenie pojawia się od końca czerwca do połowy sierpnia. Jest gatunkiem polifagicznym; gąsienice żerują na roślinach należących do różnych rodzin.

## Rozmieszczenie geograficzne
Gatunek holarktyczny, pospolity w całej Polsce.